# Hải Hưng, Thương Châu
Hải Hưng (chữ Hán giản thể: 海兴县, âm Hán Việt: Hải Hưng huyện) là một huyện thuộc địa cấp thị Thương Châu, tỉnh Hà Bắc, Cộng hòa Nhân dân Trung Hoa. Huyện có diện tích 836 ki-lô-mét vuông, dân số 210.000 người. Mã số bưu chính của là 061200. Chính quyền huyện đóng ở trấn Tô Cơ. Về mặt hành chính, huyện này được chia thành 3 trấn và 4 hương.
- Trấn: Tô Cơ, Tân Tập, Cao Loan.
- Hương: Triệu Mao Đào, Trương Hội Đình, Xuân Phường, Tiểu Sơn